# 颜氏库蚊
颜氏库蚊（学名：Culex jenseni）是婆罗洲沙巴特有的的库蚊属物种。现仅在马来王猪笼草的捕虫笼中发现过颜氏库蚊的幼虫。所以其被认为是一个依猪笼草底内动物。